# 楊培德
楊培德（1902年11月7日—1996年），湖南常德人，中央陸軍軍官學校（时称“黃埔軍校”）六期南京本校步科第3大隊畢業，歷經北伐，中原大戰，抗日战争期間騰衝戰役之高黎貢山作戰及國共內戰之平津戰役。歷任國民革命軍第五十四軍第198師副師長（師長劉金奎），國民革命軍第九十四軍第5師師長兼九四軍副軍長（軍長鄭挺鋒）。1949年前往台灣。